# Kabupaten de Manokwari
Le kabupaten de Manokwari est un kabupaten (régence) de Papouasie occidentale dont le chef-lieu est Manokwari, la capitale de la province.
Lors du recensement de 2010, cette régence comptait 29 districts (kecamatan) mais en 2013, deux nouvelles régences sont créées : South Manokwari Regency (Manokwari Selantan) avec 6 districts, et Arfak Mountains Regency (Pegunungan Arfak) avec 10 districts - à partir de la régence de Manokwari.
La régence résiduelle compte 9 districts.